# Élymaïde

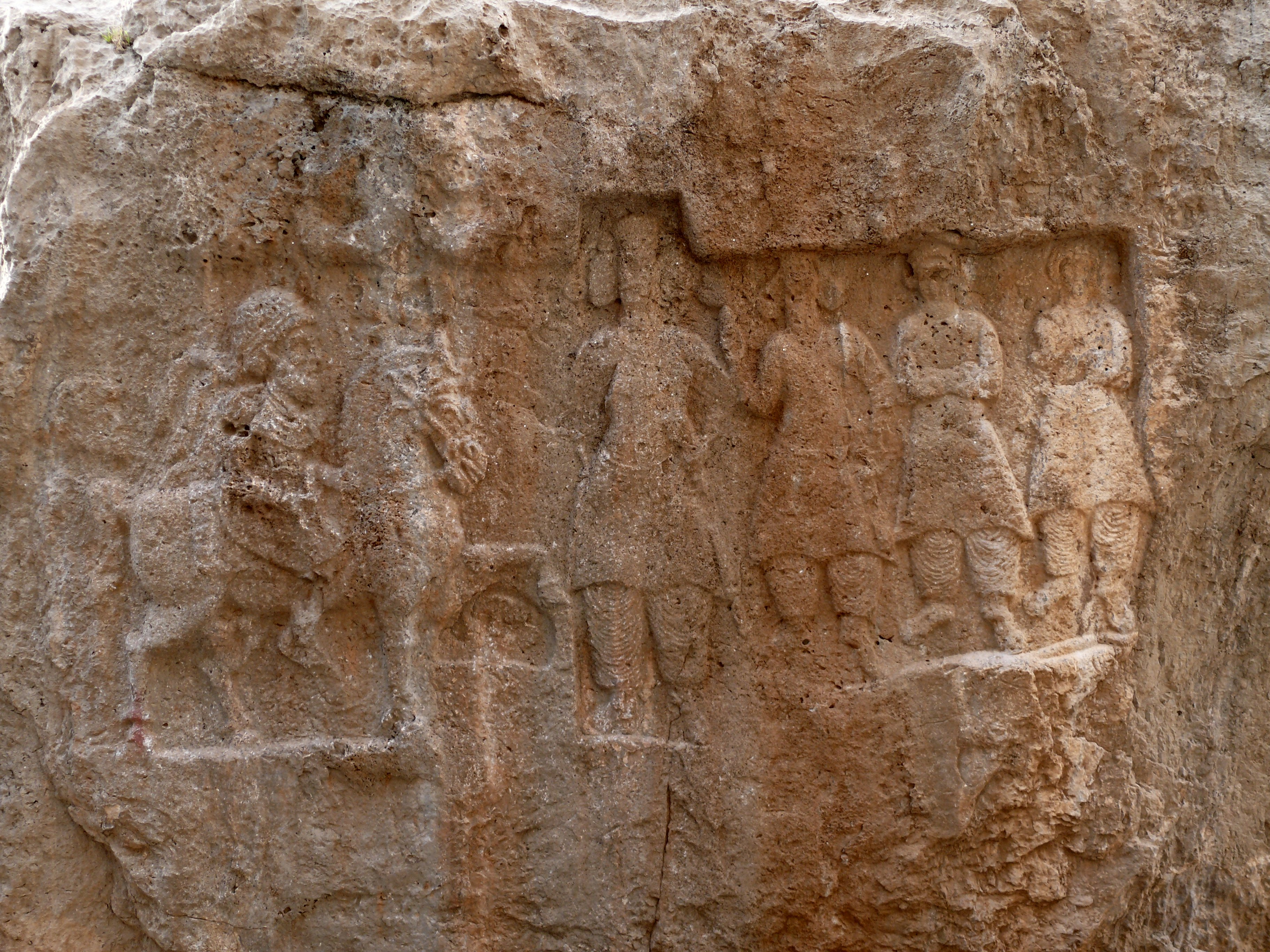
Soumission d'un prince élyméen à Mithridate Ier de Parthie

L’Élymaïde est une région antique dont le territoire correspondait à la Susiane, au Sud de l’actuelle province du Khouzistan, en Iran. À l'époque parthe arsacide (141 av. J.-C. / 224 apr. J.-C.), un royaume, ou une principauté, du nom d'Élymaïs (ou Elymais ou Elymaida, en latin : Elymais ou Elymaide, en grec : Έλυμαΐς ou Έλυμαΐα  Elymaia ou Elymaei) exista, qui survécut jusqu'à son extinction par l'invasion des Perses sassanides au début du IIIe siècle de notre ère. Il était situé dans le cœur de l'antique Élam. Roman Ghirshman a suggéré dans un premier temps que les Élyméens étaient autochtones, mais la grande majorité des spécialistes pensent qu'ils étaient les descendants des habitants élamites traditionnels de ces régions. Les limites exactes du territoire d'Élymaïs ne sont pas sûres et en tous les cas ont dû changer souvent au fil de l'histoire. 

## Histoire et art
L’histoire de l’Élymaïde s’étale du IVe siècle av. J.-C., jusqu’au IIIe siècle de notre ère. Les premières mentions de cette province remontent à la conquête de la Perse par Alexandre le Grand. Néarque, l’un des lieutenants du Macédonien, décrit ainsi les Élyméens comme une des tribus hostiles rencontrées au cours de l’invasion. Le nom « Elymaïde » dériverait de celui de l’antique royaume d’Élam, dont la partie Nord correspondait à la Susiane, et pourrait signifier « Petit Élam », différenciant ainsi la province du grand royaume.
D’autres textes de Polybe, Diodore de Sicile, ou Tite-Live font plusieurs siècles après mention d’archers élyméens alliés au satrape Molon en révolte contre le roi séleucide Antiochos III, puis alliés à ce dernier dans un projet avorté d’invasion de la Grèce. Ces textes font également état de pillages de temples dédiés à Bēl ou Artémis-Nanaia situés en Élymaïde, à l’occasion de campagnes séleucides. Antiochos III est tué après avoir pillé un temple en 187 av. J.-C.. Antiochos IV trouve aussi la mort en Élymaïde dans des circonstances inconnues.
Après l’invasion du royaume séleucide par les Parthes en 155 av. J.-C., l’Élymaïde devient indépendante pour peu de temps. Elle est en effet soumise par Mithridate Ier de Parthie, en 140-139. Des reliefs rupestres témoignent de la soumission des princes locaux au roi parthe à Izeh, et à Behistun. Il semble que par la suite, la région bénéficie sous domination parthe d’une semi-indépendance, étant autorisée par exemple à battre monnaie à l’effigie de princes locaux. Une école d’art rupestre se développe également en Élymaïde, produisant un art pictural clairement parthe qui aboutit à la sculpture de nombreux reliefs. L’iconographie spécifique qui en résulte reste néanmoins le fruit d’un art provincial confiné à cette région. L’envoi de présents aux Romains, régulièrement en conflit avec les Parthes témoigne également de cette autonomie relative, acquise à l’occasion de périodes d’affaiblissement de l’empire. Selon Strabon, à l'époque parthe, la Massabatique, la Gabiène et la Corbiane sont des provinces (ἐπαρχία, « éparchie ») du royaume d'Élymaïde.
Le royaume d’Élymaïde s’effondre et disparaît à l’avènement de l’empire perse sassanide en 224, avec la victoire d’Ardachîr Ier contre le dernier roi arsacide Artaban IV.